# Ich werde dich wiedersehen
Ich werde dich wiedersehen ist ein US-amerikanisches Filmdrama von William Dieterle aus dem Jahr 1944. Das Drehbuch von Marion Parsonnet basiert auf dem Radiohörspiel Double Furlough von Charles Martin.

## Handlung
Die USA während des Zweiten Weltkrieges: Sergeant Zachary Morgan und Mary Marshall treffen sich während einer Zugreise und finden schnell Gefallen aneinander. Als Mary in der Kleinstadt Pinehill aussteigt, um dort Weihnachten bei ihrer Tante und ihrem Onkel zu verbringen, gibt Zachary vor, in demselben Ort eine Schwester zu haben, um mit ihr den Zug verlassen zu können. Beide hüten jedoch schwerwiegende Geheimnisse voreinander: Zachary leidet durch seinen Kriegseinsatz unter einer posttraumatischen Belastungsstörung, seine Motorik ist eingeschränkt, und er lebt eigentlich in einer psychiatrischen Klinik. Mary gibt sich als reisende Handelskauffrau aus, sitzt jedoch in Wirklichkeit seit drei Jahren im Gefängnis und darf nur wegen guter Führung ihre Familie besuchen. Mary hofft auf ein familiäres Glück in der Zukunft, das jedoch durch ihre Gefängnisstrafe in weite Ferne gerückt scheint.
Zachary, der sich in das örtliche YMCA einquartiert hat, besucht abends mit Mary einen Kriegsfilm, der ihn unglücklich zurücklässt. Als sie danach eine Bar besuchen, sieht Zachary in dem Besitzer Swanson – ein Veteran des Ersten Weltkrieges und Kriegszitterer – seine eigene mögliche Zukunft widergespiegelt, falls er nicht geheilt werden kann. Zachary ist aufgewühlt und verlässt Mary ruckartig, erzählt ihr aber am nächsten Tag bei einem Spaziergang von seinen psychischen Problemen. Mary schweigt allerdings weiter über Geheimnis.
Marys 17-jährige Cousine Barbara, mit der sie das Zimmer teilt, weiß nichts über die Umstände ihrer Verurteilung ihrer Tante und misstraut ihr daher. Daraufhin verrät Mary der Jugendlichen ihre Geschichte: Sie hatte ihren Vorgesetzten aus dem Fenster gestoßen, als dieser sie im betrunkenen Zustand sexuell belästigt hatte. Auch deshalb haben ihre Verwandten Verständnis und sehen sie trotz der Verurteilung nicht als Kriminelle. Trotzdem wurde Mary wegen Totschlags zu maximal sechs Jahren Haft verurteilt. Barbara entschuldigt sich daraufhin für ihr vorheriges Misstrauen.
Auf dem Heimweg von einer Silvesterparty wird Zachary von einem großen Hund angegriffen und kann sich gegen diesen wehren: Seine Motorik und sein psychischer Zustand hat sich durch die Woche mit der verständnisvollen und gutherzigen Mary wieder deutlich verbessert. Er versucht, Mary einen Heiratsantrag zu machen, die aber Schläfrigkeit vortäuscht und die Diskussion verschiebt. Trotzdem gesteht Mary ihrer Tante die Liebe zu Zachary. Dieser durchleidet in der Nacht einen psychischen Rückfall und halluziniert, kann sich aber durch den Gedanken an Mary retten. Am Neujahrstag, dem der Abreise, rutscht Barbara gegenüber Zachary das Geheimnis von Mary heraus – Barbara wusste nicht, dass Zachary es noch nicht kannte. Ein plötzlich distanziert wirkender Zachary steigt in den Zug. Als Mary herausfindet, dass Zachary von ihrem Geheimnis erfahren hat, glaubt sie, dass sie ihn für immer verloren hat. Am Abend, als Mary in das Staatsgefängnis zurückkehrt, wartet Zachary dort allerdings und sie gestehen sich ihre Liebe.

## Hintergrund
Produziert wurde das Filmdrama von Selznick International Pictures und Vanguard Pictures, den beiden Produktionsfirmen von David O. Selznick, sowie von Dore Schary Productions. Die Dreharbeiten erfolgten vom 3. April bis zum 26. Mai 1944 im Selznick International Studio Culver City.
Da die Filmstudios selbst zu klein waren, um den Film in den Kinos vermarkten zu können, wurde er von United Artists vertrieben. Titelgebend für den Film ist das Lied I’ll Be Seeing You, dass 1944 ein großer Hit war und auch mehrfach erklingt. Produzent Shary machte den Vorschlag für die Benennung nach dem Lied, um so die Popularität des Films zu erhöhen. Gedreht wurde Ich werde dich wiedersehen, als sich das Ende des Zweiten Weltkrieges bereits abzeichnete. Er gilt als einer der ersten in einer Reihe von Filmen, die sich mit den Nachwirkungen des Zweiten Weltkrieges auseinandersetzen.
Shary und Selznick hatten unterschiedliche Meinungen über viele Aspekte des Filmes, so stand Selznick zunächst der Besetzung von Joseph Cotten kritisch gegenüber. Lange war Joan Fontaine Favoritin auf die Hauptrolle, ehe diese an Ginger Rogers ging. Die vorletzte Szene des Filmes – in der Mary erfährt, dass Barbara ihr Geheimnis verraten hat – wurde nicht von Regisseur William Dieterle, sondern von George Cukor gedreht. Die Szene soll unter Dieterles Regie sehr tränenreich gewesen sein. Selznick zeigte sich mit dem theatralischen Ton unzufrieden, sodass er Cukor zur Hilfe holte, der die Szene subtiler gestalten sollte. Cukor war mit dem Schauspiel des Ex-Kinderstars Shirley Temple unzufrieden und soll zu ihr gesagt haben: „Ich will Emotionen, nicht Tränen“ („I want emotion, not tears“). Erst nach zwölf Takes war er mit Temples Schauspielleistung zufrieden.
Der Film feierte am 25. Dezember 1944 in Los Angeles seine Premiere, landesweit kam er am 5. Januar 1945 in die Kinos. Bei einem Budget von rund 1,3 Millionen US-Dollar spielte er alleine in den USA über sechs Millionen Dollar ein, was einen großen kommerziellen Erfolg bedeutete. In Westdeutschland hatte der Film 1952 im Kino unter dem Titel Ich werde ich wiedersehen seine Premiere.

## Kritiken
Ich werde dich wiedersehen eröffnete bei seiner Veröffentlichung zu guten Kritiken. Bosley Crowther schrieb in der New York Times, so viele Leute wie möglich sollten diesen Film unbedingt sehen. Ganz besonders zeigte er sich von Cottens Schauspielleistung beeindruckt: „Er spielt den kriegszitternden Veteran mit herausragender Zurückhaltung sowie mit einer freundlichen und  bestimmten Unabhängigkeit, die auf schöne Weise sein Leiden und sein Stolz verrät.“
Der US-amerikanische Filmkritiker Dennis Schwartz urteilt, Dieterle hätte mit „Eloquenz ein zufriedenstellendes Weltkriegsmelodram“ gedreht. Die Story sei nicht großartig und Marys Kriminalgeschichte sei „kaum glaubhaft“, doch die beiden Stars würden gut zusammenarbeiten und die Romanze so ernsthaft wirken lassen. Ähnlicher Meinung war Craig Butler im All Movie Guide und vergab vier von fünf Sternen: Zwar sei die Geschichte in den Augen mancher Menschen übersentimental und manipulativ gestrickt, doch sei zugleich sehr effektiv und Dieterle schaffe es, die Emotionalität in der Geschichte weit, aber nicht zu weit zu bringen. Rogers sei eine „inspirierte Wahl“ für die Hauptrolle gewesen, während Cotten eine „wunderbar modulierte“ Darstellung vollbringe.
Das Lexikon des Internationalen Films schreibt: „Ein sympathisches Drama mit optimistischer Perspektive, das die Emotionen und das Lebensgefühl der Nachkriegszeit in den USA widerspiegelt.“